# دانیلا سوکیرچنکو
دانیلا سوکیرچنکو (روسی: Данила Анатольевич Сокирченко؛ زادهٔ ۱۵ اکتبر ۱۹۹۵) بازیکن فوتبال اهل قرقیزستان است.
از باشگاه‌هایی که در آن بازی کرده‌است می‌توان به باشگاه فوتبال عبدیش-آتا قند اشاره کرد.
وی همچنین در تیم ملی فوتبال قرقیزستان بازی کرده‌است.